# Sarrampion
Der Sarrampion ist ein Fluss in Frankreich, der in der Region Okzitanien verläuft. Er entspringt an der Gemeindegrenze von Monferran-Savès und Escornebœuf aus einem kleinen Stausee beim Weiler Bourdette, entwässert generell Richtung Nord bis Nordwest und mündet nach rund 25 Kilometern im Gemeindegebiet von Maubec als rechter Nebenfluss in die Gimone. Auf seinem Weg durchquert der Sarrampion die Départements Gers und Tarn-et-Garonne.

## Orte am Fluss
- Roquelaure-Saint-Aubin
- Sarrant
- Maubec